# Gland (décoration)
Pour les articles homonymes, voir Gland.

Schéma d'un gland

Un gland est une finition dans le domaine de la décoration, et plus particulièrement de la passementerie. Cet ouvrage de fils, généralement composé d'une espèce de tête arrondie et d'une jupe composée de franges ou galons pendants, est un ornement universel sur une variété de tissus utilisé à travers le monde dans différentes cultures.

## Décoration

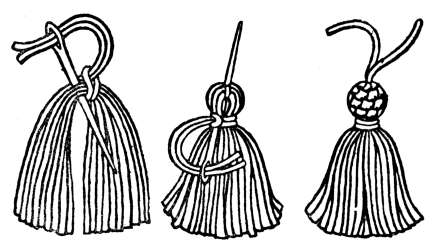
Fabrication d'un gland.

La variété des ornements est une signature de l'artisan qui produit ce type de décoration. L'artisan, appelé « passementier », devait en France avoir suivi un apprentissage de sept ans pour devenir maître dans la confection du gland. Les Français ont largement exporté leurs travaux à petit budget et ont développé une grande industrie dans ce domaine. Les glands et leur forme ont changé au fil du temps, des petits designs de la Renaissance, des tailles moyennes jusqu’aux grandes tailles élaborées durant l’Ère victorienne. Certains de ces designs sont remis au goût du jour par des artisans européens et américains.

## Habillement
On utilise aussi les glands dans l’habillement d’apparat. L’écharpe tricolore de certains élus français comporte des glands à franges d’or pour un député, un sénateur ou un maire et à franges d’argent pour un adjoint au maire.

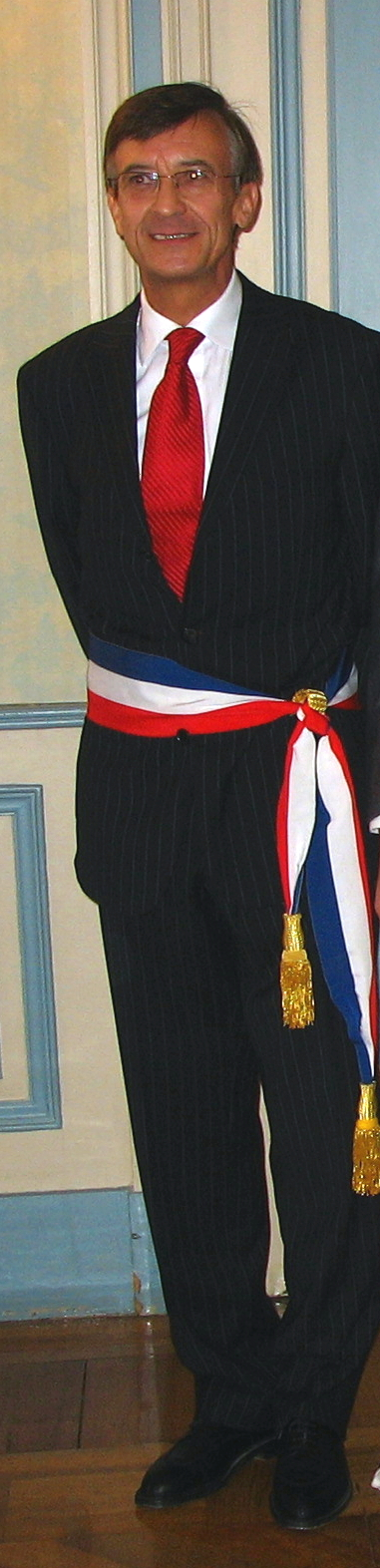
Le maire Bernard Bosson portant son écharpe à glands dorés en ceinture